# Anrune Weyers
Anrune Weyers, född Liebenberg 3 november 1992 i Benoni utanför Johannesburg i Sydafrika, är en sydafrikansk para-friidrottare. Hon började med friidrott 2010. Weyers föddes med medfödd defekt i vänster arm och tävlar i handikappklassen T47. Vid IPC friidrotts-VM 2011 blev hon tvåa på 400 meter och sexa på 200 meter. 2012 fick hon två medaljer vid Paralympiska sommarspelen 2012 i London, nämligen silver på 400 meter och brons på 200 m.  Senare samma år stals dessa medaljer medan hon reste från George Airport i Västra Kapprovinsen. Vid IPC-VM 2013 blev hon tvåa på både 200 meter och 400 meter.
Vid IPC-VM 2015 vann hon 400 meter och i Paralympiska sommarspelen 2016 i Rio fick hon silver på både 200 meter och 400 meter. Weyers fick guld på 400 meter, silver på 200 m och brons på 100 m vid VM i parafriidrott i Dubai och satte världsrekord på 55,60 sekunder för 400 meter vid Flanders Cup i Huizengin, Belgien i augusti 2019.
Weyers vann guld på 400 m T47 i Paralympiska sommarspelen 2012 i Tokyo 2021 (hennes tredje paralympiska spel) på säsongens bästa tid, 56,05 s.